# Gradacja (biologia)
Gradacja, pojaw masowy – zjawisko masowego rozmnożenia się osobników określonego gatunku, np. gryzoni lub owadów. Liczba osobników należących do określonej populacji wzrasta, przekraczając pojemność środowiska – osiąga wielokrotności wartości przeciętnych. Zjawisko występuje najczęściej u roślinożerców i prowadzi do katastrofalnego naruszenia równowagi środowiska, w tym do zakłócenia mechanizmów ograniczania liczebności szkodników przez inne populacje biocenozy. Po gradacji pierwotnej często pojawiają się gradacje wtórne, co może prowadzić do zniszczenia całego ekosystemu.
Gradacji sprzyjają warunki występujące w monokulturach, np. agrocenozy. Podatne na gradacje szkodników sosen (np. strzygonia choinówka, brudnica mniszka) są przede wszystkim monokultury sosnowe.
Znanym przykładem gradacji roślin są zakwity wód, spowodowane masowym pojawianem się glonów (np. sinice, zielenice).
Wystąpienie i postęp gradacji ocenia się m.in. na podstawie stopnia uszkodzenia roślin, wywołanego np. żerowaniem lub składaniem jaj. Stan ekosystemów jest oceniany również przez oszacowania liczebności szkodników i innych organizmów biocenozy, np. metodą wielokrotnych złowień.
Ekosystemy, w których występują gradacje są nazywane gradocenami.